# Binjamin Halewi

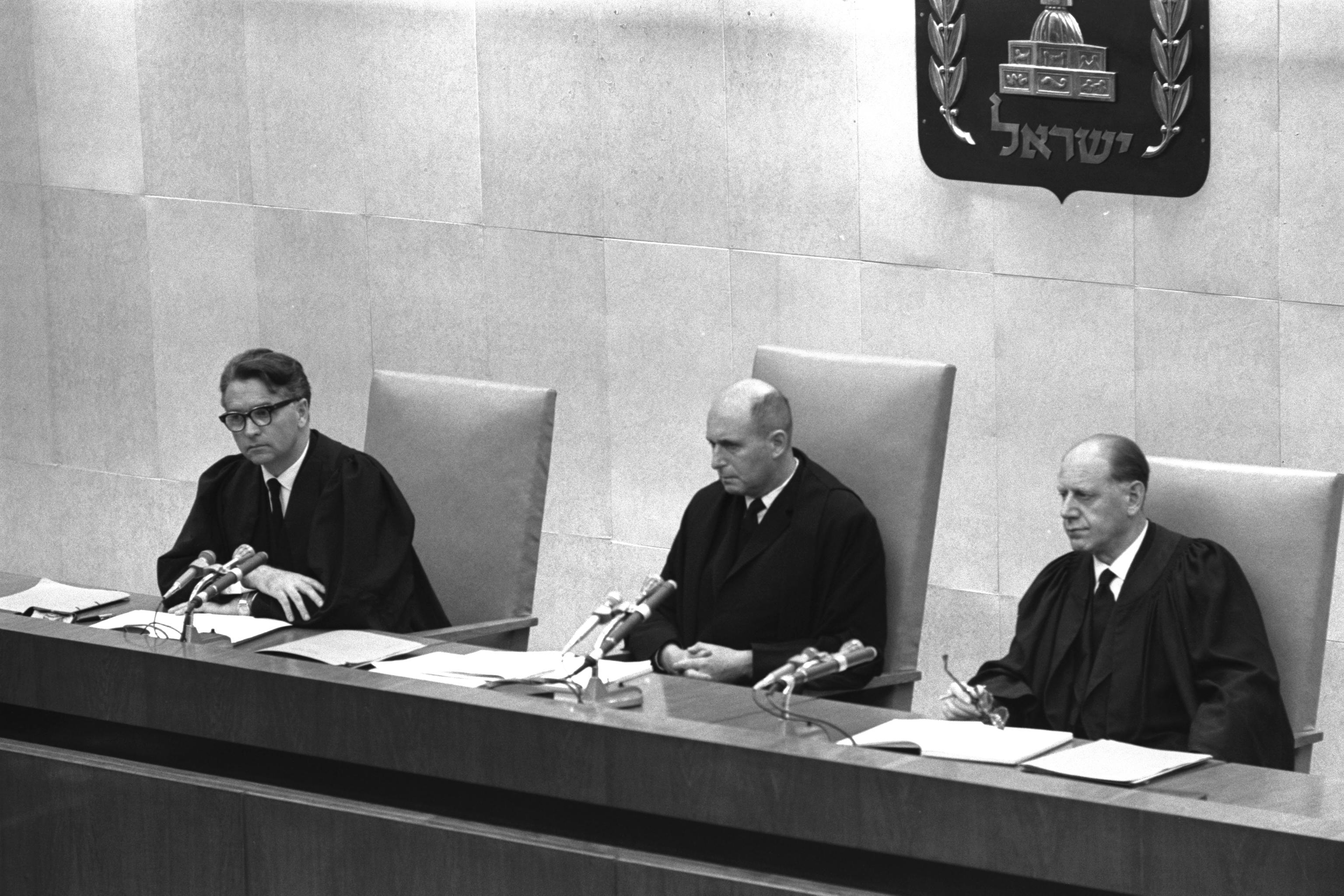
Proces Eichmanna: Binjamin Halewi, Mosze Landau, Jicchak Rawe (1961)

Binjamin Halewi (hebr.: בנימין הלוי, ang.: Benjamin Halevi, Benjamin Halevy ur. 1910 w Weißenfels, zm. 7 sierpnia 1996) – izraelski sędzia i polityk, w latach 1963–1969 sędzia Sądu Najwyższego Izraela, w latach 1969–1981 poseł do Knesetu.

## Życiorys

### Młodość i wykształcenie
Urodził się w 1910 w Weißenfels w Saksonii-Anhalt. Studiował prawo na Uniwersytecie we Freibergu oraz w Getyndze. Na Uniwersytecie Humboldtów w Berlinie uzyskał stopień doktorski. W 1933 wyemigrował do Palestyny. W 1938 zyskał prawo wykonywania zawodu prawnika.

### Kariera prawnicza
W latach 1938–1948 był sędzią w sądzie magistrackim w Jerozolimie, a od 1948 do 1963 – sędzią sądu okręgowego w Jerozolimie, w którym pełnił funkcję przewodniczącego. Sądził w głośnych procesach – w 1955 przewodniczył sprawie Rudolfa Kastnera. Z kolei w 1961 był głównym sędzią w procesie nazistowskiego zbrodniarza wojennego Adolfa Eichmanna.
W latach 1963–1969 był sędzią izraelskiego Sądu Najwyższego, z zasiadania w którym zrezygnował, by rozpocząć karierę polityczną.

### Kariera polityczna
Dołączył do Gahalu, wspólnego bloku wyborczego Partii Liberalnej i Herutu, i w wyborach parlamentarnych w 1969 po raz pierwszy dostał się do izraelskiego parlamentu. W siódmym Knesecie zasiadał w dwóch komisjach: konstytucyjnej, prawa i sprawiedliwości oraz spraw zagranicznych i obrony. Ponadto był szefem podkomisji praw podstawowych. Przed kolejnymi wyborami doszło do połączenia sił prawicowych – Gahalu, Wolnego Centrum, Listy Państwowej oraz Ruchu na rzecz Wielkiego Izraela i powstania Likudu. Z listy tego ugrupowania Halewi ponownie zdobył mandat poselski, by w ósmym Knesecie znów przewodniczyć podkomisji praw podstawowych i zasiadał w tych samych komisjach parlamentarnych. W trakcie kadencji Halewi zrezygnował z członkostwa w Likudzie i zasiadał w ławach Knesetu jako poseł niezależny. 19 stycznia 1977 zrezygnował z mandatu, jego miejsce w Knesecie zajął Chajjim Kaufman z Likudu.
W przedterminowych wyborach w czerwcu tegoż roku wystartował z listy Dasz (Demokratycznego Ruchu dla Zmian) i po raz trzeci dostał się do izraelskiego parlamentu. Podczas kadencji dziewiątego Knesetu pełnił funkcję zastępcy przewodniczącego parlamentu, zasiadał ponownie w komisjach: konstytucyjnej, prawa i sprawiedliwości oraz spraw zagranicznych i obrony a także był członkiem dwóch komisji specjalnych.
14 września 1978 doszło do podziału w Dasz – Halewi, Szelomo Elijjahu, Szafik Asad, Mordechaj Elgrabli, Szemu’el Tamir, Akiwa Nof i Jigael Jadin współtworzyli Ruch Demokratyczny, który rozpadł się 10 marca 1981. Halewi został ponownie posłem niezależnym.
Zmarł 7 sierpnia 1996 w wieku osiemdziesięciu sześciu lat.

## Upamiętnienie
W rodzinnym Weißenfels znajduje się ulica jego imienia.